# Zagłębie Sosnowiec
Lo Zagłębie Sosnowiec è una società sportiva polacca con sede nella città di Sosnowiec. La società comprende tre sezioni: basket, calcio e hockey su ghiaccio.
La società calcistica milita in II liga, la terza divisione del campionato polacco di calcio. Disputa i suoi incontri casalinghi presso lo stadio Ludowy, inaugurato il 21 ottobre 1956.

## Storia
Fondato nel 1906 con il nome di Klub Sportowy Milowice ("Club Sportivo di Milowice"), il club assunse il nome attuale dopo vari cambiamenti di denominazione.
Tra la metà degli anni cinquanta e l'inizio degli anni settanta è stata al vertice del calcio polacco, ottenendo diversi piazzamenti di rilievo e raggiungendo la finale di Coppa di Polonia nel 1971, competizione persa 3-1 contro il Górnik Zabrze. Ha partecipato alla Coppa delle Coppe (1972) e alla Coppa UEFA (1973), uscendo in entrambi i tornei al primo turno. Si è inoltre aggiudicata due edizioni della Coppa Rappan.
Nel gennaio 2008, come altre squadre, è stato declassato in seconda divisione dalla commissione disciplinare della federcalcio polacca nell'ambito di uno scandalo che riguarda alcuni episodi di corruzione. Nel maggio seguente la squadra conclude ultima con solo 16 punti conquistati, retrocedendo in terza divisione. Nel 2016 raggiunge a sorpresa le semifinale di Coppa di Polonia dopo aver estromesso Gornik Zabrze (3-1) e KS Cracovia (3-2), prima di uscire al penultimo atto contro il Lech Poznań per 2-1. Dopo vari anni tra la terza e la seconda divisione, il club torna in Ekstraklasa per la stagione 2018-19.

## Allenatori e presidenti

### Allenatori
Di seguito sono riportate le liste degli allenatori che si sono succeduti alla guida del club nella sua storia.
- 2007  Jerzy Kowalik
- 2008–2009  Janusz Kudyba
- 2010–2011  Leszek Ojrzyński
- 2015–2016  Matko Perdijić
- 2016  Tomasz Łuczywek
- 2016  Jarosław Araszkiewicz
- 2016  Jacek Magiera
- 2017  Dariusz Banasik
- 2018–2019  Valdas Ivanauskas
- 2021–2022  Artur Skowronek
- 2022–2023  Dariusz Dudka
- 2022–2023  Marcin Malinowski
- 2023–2024  Krzysztof Gorecko
- 2024  Aljaksandr Chackevič

## Palmarès

### Competizioni nazionali
- Campionato polacco di seconda divisione: 3

1954, 1959, 1988-1989
- Coppa di Polonia: 4

1962, 1963, 1977. 1978

### Competizioni internazionali
- Coppa Intertoto: 2

1967, 1975

### Altri piazzamenti
- Campionato polacco:

Secondo posto: 1955, 1963-1964, 1966-1967, 1971-1972
Terzo posto: 1962-1963, 1964-1965
- Coppa di Polonia:

Finalista: 1970-1971
Semifinalista: 1954, 1969-1970, 2015-2016
- Campionato polacco di seconda divisione:

Secondo posto: 2017-2018
- II liga:

Secondo posto: 2014-2015
- Coppa Piano Karl Rappan:

Semifinalista: 1966-1967

## Rosa 2023-2024
| N. |                        | Ruolo | Calciatore            |
| -- | ---------------------- | ----- | --------------------- |
| 1  | Slovenia (bandiera)    | P     | Grega Sorčan          |
| 2  | Ucraina (bandiera)     | D     | Oleksij Bykov         |
| 3  | Ucraina (bandiera)     | D     | Artem Suchoc'kyj      |
| 4  | Polonia (bandiera)     | D     | Mateusz Machała       |
| 5  | Polonia (bandiera)     | C     | Paweł Szostek         |
| 9  | Polonia (bandiera)     | A     | Kamil Biliński        |
| 10 | Spagna (bandiera)      | C     | Juan Cámara           |
| 11 | Slovacchia (bandiera)  | A     | Marek Fábry           |
| 13 | Croazia (bandiera)     | C     | Vedran Dalić          |
| 14 | Paesi Bassi (bandiera) | C     | Sebastian Bonecki     |
| 15 | Paesi Bassi (bandiera) | C     | Maksymilian Śliwiński |
| 16 | Paesi Bassi (bandiera) | C     | Dawid Ryndak          |
| 17 | Ecuador (bandiera)     | A     | Joel Valencia         |
| 18 | Paesi Bassi (bandiera) | C     | Dean Guezen           |
| 19 | Polonia (bandiera)     | C     | Marcel Ziemann        |
| 20 | Polonia (bandiera)     | C     | Tymoteusz Klupś       |
| 22 | Polonia (bandiera)     | C     | Maksym Niemiec        |
| 23 | Polonia (bandiera)     | C     | Hubert Matynia        |

| N. |                     | Ruolo | Calciatore               |
| -- | ------------------- | ----- | ------------------------ |
| 27 | Polonia (bandiera)  | D     | Dominik Jończy           |
| 28 | Polonia (bandiera)  | C     | Kamil Bębenek            |
| 29 | Polonia (bandiera)  | C     | Maksymilian Rozwandowicz |
| 32 | Polonia (bandiera)  | C     | Kacper Smolen            |
| 33 | Polonia (bandiera)  | P     | Mateusz Kos              |
| 47 | Polonia (bandiera)  | C     | Igor Dziedzic            |
| 55 | Germania (bandiera) | C     | Meik Karwot              |
| 77 | Polonia (bandiera)  | C     | Konrad Wrzesiński        |
| 87 | Polonia (bandiera)  | P     | Kacper Siuta             |
| 88 | Polonia (bandiera)  | C     | Adrian Troć              |
| 89 | Polonia (bandiera)  | C     | Bartosz Checinski        |
| 95 | Polonia (bandiera)  | C     | Nikodem Zielonka         |
| 96 | Polonia (bandiera)  | C     | Patryk Caliński          |
| 99 | Polonia (bandiera)  | A     | Antoni Kulawiak          |
|    | Polonia (bandiera)  | D     | Mikołaj Staniak          |
|    | Polonia (bandiera)  | C     | Kamil Lipka              |
|    | Croazia (bandiera)  | C     | Antonio Pavić            |